# Magán
Magán é um município da Espanha na província de Toledo, comunidade autónoma de Castilla-La Mancha, de área 29 km² com população de 1989 habitantes (2006) e densidade populacional de 51,64 hab/km².

## Demografia
| Variação demográfica do município entre 1991 e 2004 | Variação demográfica do município entre 1991 e 2004 | Variação demográfica do município entre 1991 e 2004 | Variação demográfica do município entre 1991 e 2004 |
| --------------------------------------------------- | --------------------------------------------------- | --------------------------------------------------- | --------------------------------------------------- |
| 1991                                                | 1996                                                | 2001                                                | 2004                                                |
| 806                                                 | 1081                                                | 1236                                                | 1500                                                |